# Sara Lanca
Sara Lanca (* 2. März 1997) ist eine portugiesische Tennisspielerin.

## Karriere
Lanca begann im Alter von sieben Jahren mit dem Tennissport und spielt am liebsten auf Hartplätzen. Sie spielt hauptsächlich auf der ITF Women’s World Tennis Tour, wo sie aber bislang noch keinen Titel gewinnen konnte.